# 24 Heures de Spa 2008
Navigation
Édition précédente Édition suivante
Les 24 Heures de Spa 2008, disputées les 2 août 2008 et 3 août 2008 sur le circuit de Spa-Francorchamps, sont la soixantième-et-unième édition de l'épreuve et la cinquième course du championnat FIA GT 2008.

## Course

### Classement de la course
Les voitures ne parcourant pas 70% de la distance du gagnant sont non classées (NC).
| Pos.   | Catégorie    | N°  | Écurie                                | Pilotes                                                                | Châssis                       | Pneus | Tours/Abandon |
| Pos.   | Catégorie    | N°  | Écurie                                | Pilotes                                                                | Moteur                        | Pneus | Tours/Abandon |
| ------ | ------------ | --- | ------------------------------------- | ---------------------------------------------------------------------- | ----------------------------- | ----- | ------------- |
| 1      | GT1          | 1   | Vitaphone Racing Team                 | Michael Bartels Andrea Bertolini Eric van de Poele Stéphane Sarrazin   | Maserati MC12 GT1             | M     | 577           |
| 1      | GT1          | 1   | Vitaphone Racing Team                 | Michael Bartels Andrea Bertolini Eric van de Poele Stéphane Sarrazin   | Maserati 6.0 L V12            | M     | 577           |
| 2      | GT1          | 2   | Vitaphone Racing Team                 | Miguel Ramos Alexandre Negrão Stéphane Lémeret Alessandro Pier Guidi   | Maserati MC12 GT1             | M     | 575           |
| 2      | GT1          | 2   | Vitaphone Racing Team                 | Miguel Ramos Alexandre Negrão Stéphane Lémeret Alessandro Pier Guidi   | Maserati 6.0 L V12            | M     | 575           |
| 3      | GT1          | 10  | Gigawave Motorsport                   | Philipp Peter Allan Simonsen Darren Turner Andrew Thompson             | Aston Martin DBR9             | M     | 570           |
| 3      | GT1          | 10  | Gigawave Motorsport                   | Philipp Peter Allan Simonsen Darren Turner Andrew Thompson             | Aston Martin 6.0 L V12        | M     | 570           |
| 4      | GT1          | 15  | JMB Racing Aucott Racing              | Ben Aucott Alain Ferté Stéphane Daoudi                                 | Maserati MC12 GT1             | M     | 561           |
| 4      | GT1          | 15  | JMB Racing Aucott Racing              | Ben Aucott Alain Ferté Stéphane Daoudi                                 | Maserati 6.0 L V12            | M     | 561           |
| 5      | GT2          | 77  | BMS Scuderia Italia                   | Joël Camathias Davide Rigon Paolo Ruberti Matteo Malucelli             | Ferrari F430 GT2              | P     | 555           |
| 5      | GT2          | 77  | BMS Scuderia Italia                   | Joël Camathias Davide Rigon Paolo Ruberti Matteo Malucelli             | Ferrari 4.0 L V8              | P     | 555           |
| 6      | GT2          | 61  | Prospeed Competition                  | Emmanuel Collard Richard Westbrook Marc Lieb                           | Porsche 997 GT3 RSR           | M     | 552           |
| 6      | GT2          | 61  | Prospeed Competition                  | Emmanuel Collard Richard Westbrook Marc Lieb                           | Porsche 4.0 L Flat-6          | M     | 552           |
| 7      | GT2          | 50  | AF Corse                              | Gianmaria Bruni Toni Vilander Mika Salo Jaime Melo                     | Ferrari F430 GT2              | M     | 550           |
| 7      | GT2          | 50  | AF Corse                              | Gianmaria Bruni Toni Vilander Mika Salo Jaime Melo                     | Ferrari 4.0 L V8              | M     | 550           |
| 8      | GT1          | 8   | IPB Spartak Racing Reiter Engineering | Jan Lammers Peter Kox Roman Rusinov Tomáš Enge                         | Lamborghini Murciélago R-GT   | M     | 544           |
| 8      | GT1          | 8   | IPB Spartak Racing Reiter Engineering | Jan Lammers Peter Kox Roman Rusinov Tomáš Enge                         | Lamborghini 6.0 L V12         | M     | 544           |
| 9      | GT2          | 55  | CR Scuderia Racing                    | Chris Niarchos Tim Mullen Gordon Shedden Andrea Piccini                | Ferrari F430 GT2              | M     | 543           |
| 9      | GT2          | 55  | CR Scuderia Racing                    | Chris Niarchos Tim Mullen Gordon Shedden Andrea Piccini                | Ferrari 4.0 L V8              | M     | 543           |
| 10     | GT2          | 57  | Kessel Racing                         | Henri Moser Fabrizio del Monte Andrea Palma Gilles Vannelet            | Ferrari F430 GT2              | M     | 541           |
| 10     | GT2          | 57  | Kessel Racing                         | Henri Moser Fabrizio del Monte Andrea Palma Gilles Vannelet            | Ferrari 4.0 L V8              | M     | 541           |
| 11     | GT2          | 56  | CR Scuderia Racing                    | Andrew Kirkaldy Rob Bell James Sutton Dirk Müller                      | Ferrari F430 GT2              | M     | 536           |
| 11     | GT2          | 56  | CR Scuderia Racing                    | Andrew Kirkaldy Rob Bell James Sutton Dirk Müller                      | Ferrari 4.0 L V8              | M     | 536           |
| 12     | GT2          | 76  | IMSA Performance Matmut               | Raymond Narac Richard Lietz Patrick Long                               | Porsche 997 GT3 RSR           | M     | 520           |
| 12     | GT2          | 76  | IMSA Performance Matmut               | Raymond Narac Richard Lietz Patrick Long                               | Porsche 4.0 L Flat-6          | M     | 520           |
| 13     | G3           | 123 | Mühlner Motorsport                    | Heinz-Josef Bermes Marc Basseng Mark Thomas Jean-François Hemroulle    | Porsche 997 GT3 Cup S         | M     | 518           |
| 13     | G3           | 123 | Mühlner Motorsport                    | Heinz-Josef Bermes Marc Basseng Mark Thomas Jean-François Hemroulle    | Porsche 3.6 L Flat-6          | M     | 518           |
| 14     | G3           | 124 | Mühlner Motorsport                    | Duncan Huisman Paul van Splunteren Roeland Voerman Ian Khan            | Porsche 997 GT3 Cup S         | M     | 513           |
| 14     | G3           | 124 | Mühlner Motorsport                    | Duncan Huisman Paul van Splunteren Roeland Voerman Ian Khan            | Porsche 3.6 L Flat-6          | M     | 513           |
| 15     | G3           | 112 | AS Events                             | Christopher Campbell François Jakubowski Mathieu Zangarelli Ange Barde | Ferrari F430 GT3              | M     | 506           |
| 15     | G3           | 112 | AS Events                             | Christopher Campbell François Jakubowski Mathieu Zangarelli Ange Barde | Ferrari 4.3 L V8              | M     | 506           |
| 16     | G3           | 160 | Prospeed Competition                  | David Loix David Dermont Franz Lamot Jan Heylen                        | Porsche 997 GT3 Cup S         | M     | 505           |
| 16     | G3           | 160 | Prospeed Competition                  | David Loix David Dermont Franz Lamot Jan Heylen                        | Porsche 3.6 L Flat-6          | M     | 505           |
| 17     | GT2          | 62  | Scuderia Ecosse                       | Jamie Davies Fabio Babini Ferdinando Monfardini                        | Ferrari F430 GT2              | P     | 503           |
| 17     | GT2          | 62  | Scuderia Ecosse                       | Jamie Davies Fabio Babini Ferdinando Monfardini                        | Ferrari 4.0 L V8              | P     | 503           |
| 18     | G3           | 145 | First Motorsport                      | Christian Kelders Philippe Greisch Christophe Kirkhove François Duval  | Porsche 997 GT3 Cup S         | M     | 501           |
| 18     | G3           | 145 | First Motorsport                      | Christian Kelders Philippe Greisch Christophe Kirkhove François Duval  | Porsche 3.6 L Flat-6          | M     | 501           |
| 19     | GT2          | 75  | Juniper Racing                        | Shaun Juniper Max Twigg Craig Baird Rodney Forbes                      | Porsche 997 GT3 RSR           | M     | 472           |
| 19     | GT2          | 75  | Juniper Racing                        | Shaun Juniper Max Twigg Craig Baird Rodney Forbes                      | Porsche 3.8 L Flat-6          | M     | 472           |
| 20     | G3           | 141 | Emeraude Racing                       | Rémy Brouard Philippe Noziere Thierry Stépec Tony Samon                | Porsche 997 GT3 Cup S         | M     | 468           |
| 20     | G3           | 141 | Emeraude Racing                       | Rémy Brouard Philippe Noziere Thierry Stépec Tony Samon                | Porsche 3.6 L Flat-6          | M     | 468           |
| 21 DNF | GT1          | 6   | Phoenix Carsport Racing               | Jean-Denis Delétraz Marcel Fässler Mike Hezemans Fabrizio Gollin       | Chevrolet Corvette C6.R       | M     | 460           |
| 21 DNF | GT1          | 6   | Phoenix Carsport Racing               | Jean-Denis Delétraz Marcel Fässler Mike Hezemans Fabrizio Gollin       | Chevrolet LS7R 7.0 L V8       | M     | 460           |
| 22     | G3           | 106 | Delahaye Racing                       | Damien Coens Armand Fumal Julien Schroyen Marc Faggionato              | Ferrari F430 GT3              | P     | 459           |
| 22     | G3           | 106 | Delahaye Racing                       | Damien Coens Armand Fumal Julien Schroyen Marc Faggionato              | Ferrari 4.3 L V8              | P     | 459           |
| 23 Abd | G3           | 174 | Sport Garage                          | Gaël Lesoudier Romain Brandela Arnaud Peyroles Hector Lester           | Ferrari F430 GT3              | P     | 402           |
| 23 Abd | G3           | 174 | Sport Garage                          | Gaël Lesoudier Romain Brandela Arnaud Peyroles Hector Lester           | Ferrari 4.3 L V8              | P     | 402           |
| 24 Abd | GT2          | 59  | Trackspeed Racing                     | Richard Williams David Ashburn Tim Sugden Xavier Pompidou              | Porsche 997 GT3 RSR           | P     | 382           |
| 24 Abd | GT2          | 59  | Trackspeed Racing                     | Richard Williams David Ashburn Tim Sugden Xavier Pompidou              | Porsche 3.8 L Flat-6          | P     | 382           |
| 25 Abd | GT2          | 70  | Easy Race SRL                         | Maurice Basso Paolo Tenchini Roberto Plati Bertrand Baguette           | Ferrari F430 GT2              | P     | 350           |
| 25 Abd | GT2          | 70  | Easy Race SRL                         | Maurice Basso Paolo Tenchini Roberto Plati Bertrand Baguette           | Ferrari 4.0 L V8              | P     | 350           |
| 26 Abd | G3           | 122 | Team Eurotech Preci Spark             | David Jones Godfrey Jones Mike Jordan                                  | Ascari KZ1R                   | D     | 323           |
| 26 Abd | G3           | 122 | Team Eurotech Preci Spark             | David Jones Godfrey Jones Mike Jordan                                  | BMW 5.0 L V8                  | D     | 323           |
| 27     | Coupe du Roi | 180 | JMB Racing                            | Peter Kutemann Andrea Garbagnati                                       | Ferrari F430 GT3              | M     | 274           |
| 27     | Coupe du Roi | 180 | JMB Racing                            | Peter Kutemann Andrea Garbagnati                                       | Ferrari 4.3 L V8              | M     | 274           |
| 27     | Coupe du Roi | 181 | JMB Racing                            | Philippe Rambeaud Nicolas Comar                                        | Ferrari F430 GT3              | M     | 274           |
| 27     | Coupe du Roi | 181 | JMB Racing                            | Philippe Rambeaud Nicolas Comar                                        | Ferrari 4.3 L V8              | M     | 274           |
| 27     | Coupe du Roi | 182 | JMB Racing                            | Pascal Ballay Johan-Boris Scheier                                      | Ferrari F430 GT3              | M     | 274           |
| 27     | Coupe du Roi | 182 | JMB Racing                            | Pascal Ballay Johan-Boris Scheier                                      | Ferrari 4.3 L V8              | M     | 274           |
| 28 Abd | G3           | 108 | Ice Pol Racing Team GPR Pino Racing   | Marc Duez Koen Wauters Ludovic Sougnez Olivier Muytjens                | Porsche 997 GT3 Cup S         | M     | 267           |
| 28 Abd | G3           | 108 | Ice Pol Racing Team GPR Pino Racing   | Marc Duez Koen Wauters Ludovic Sougnez Olivier Muytjens                | Porsche 3.6 L Flat-6          | M     | 267           |
| 29 Abd | GT1          | 4   | Peka Racing                           | Anthony Kumpen Bert Longin Fred Bouvy Kurt Mollekens                   | Saleen S7-R                   | P     | 255           |
| 29 Abd | GT1          | 4   | Peka Racing                           | Anthony Kumpen Bert Longin Fred Bouvy Kurt Mollekens                   | Ford 7.0 L V8                 | P     | 255           |
| 30 Abd | G3           | 116 | Signa Racing                          | Patrick Chaillet Christophe Geoffroy Benoit Galland Pierre-Yves Rosoux | Dodge Viper Competition Coupe | M     | 229           |
| 30 Abd | G3           | 116 | Signa Racing                          | Patrick Chaillet Christophe Geoffroy Benoit Galland Pierre-Yves Rosoux | Dodge 8.3 L V10               | M     | 229           |
| 31 Abd | G2           | 102 | McDonald's Racing PMB Motorsport      | Wolfgang Kaufmann Kenneth Heyer Alexander Talkanitsa Philippe Ullmann  | Porsche 911 GT2 Bi-Turbo      | M     | 229           |
| 31 Abd | G2           | 102 | McDonald's Racing PMB Motorsport      | Wolfgang Kaufmann Kenneth Heyer Alexander Talkanitsa Philippe Ullmann  | Porsche 3.6 L Turbo Flat-6    | M     | 229           |
| 32 Abd | GT2          | 51  | AF Corse                              | Thomas Biagi Christian Montanari Matías Russo Dominik Farnbacher       | Ferrari F430 GT2              | M     | 225           |
| 32 Abd | GT2          | 51  | AF Corse                              | Thomas Biagi Christian Montanari Matías Russo Dominik Farnbacher       | Ferrari 4.0 L V8              | M     | 225           |
| 33 Abd | G3           | 115 | S-Berg Racing                         | Hans Knauss Dominik Kraihamer Vadim Kuzminykh Martin Rich              | Lamborghini Gallardo GT3      | M     | 196           |
| 33 Abd | G3           | 115 | S-Berg Racing                         | Hans Knauss Dominik Kraihamer Vadim Kuzminykh Martin Rich              | Lamborghini 5.0 L V10         | M     | 196           |
| 34 Abd | GT2          | 60  | Prospeed Competition                  | Markus Palttala Mikael Forsten Wolf Henzler Geoffroy Horion            | Porsche 997 GT3 RSR           | M     | 183           |
| 34 Abd | GT2          | 60  | Prospeed Competition                  | Markus Palttala Mikael Forsten Wolf Henzler Geoffroy Horion            | Porsche 4.0 L Flat-6          | M     | 183           |
| 35 Abd | GT1          | 33  | Jetalliance Racing                    | Karl Wendlinger Ryan Sharp Lukas Lichtner-Hoyer Alex Müller            | Aston Martin DBR9             | M     | 151           |
| 35 Abd | GT1          | 33  | Jetalliance Racing                    | Karl Wendlinger Ryan Sharp Lukas Lichtner-Hoyer Alex Müller            | Aston Martin 6.0 L V12        | M     | 151           |
| 36 Abd | G2           | 101 | Belgian Racing                        | Bas Leinders Renaud Kuppens Maxime Martin                              | Gillet Vertigo Streiff        | P     | 145           |
| 36 Abd | G2           | 101 | Belgian Racing                        | Bas Leinders Renaud Kuppens Maxime Martin                              | Maserati 4.2 L V8             | P     | 145           |
| 37 Abd | GT1          | 5   | Phoenix Carsport Racing               | Alexandros Margaritis Jos Menten Robert Schlünssen Uwe Alzen           | Chevrolet Corvette C6.R       | M     | 140           |
| 37 Abd | GT1          | 5   | Phoenix Carsport Racing               | Alexandros Margaritis Jos Menten Robert Schlünssen Uwe Alzen           | Chevrolet LS7R 7.0 L V8       | M     | 140           |
| 38 Abd | G3           | 175 | Sport Garage                          | Eddy Renard Robert Hissom Stéphane Lacroix-Wasover Philippe Thirion    | Ferrari F430 GT3              | P     | 122           |
| 38 Abd | G3           | 175 | Sport Garage                          | Eddy Renard Robert Hissom Stéphane Lacroix-Wasover Philippe Thirion    | Ferrari 4.3 L V8              | P     | 122           |
| 39 Abd | G3           | 140 | Emeraude Racing                       | Olivier Baron Patrice Fournet André Alain Corbel Manuel Ferreira       | Porsche 997 GT3 Cup S         | M     | 92            |
| 39 Abd | G3           | 140 | Emeraude Racing                       | Olivier Baron Patrice Fournet André Alain Corbel Manuel Ferreira       | Porsche 3.6 L Flat-6          | M     | 92            |
| 40 Abd | G3           | 121 | Exagon Engineering                    | Éric Hélary Vincent Radermecker Daniel Desbruères Catherine Desbruères | Ferrari F430 GT3              | M     | 31            |
| 40 Abd | G3           | 121 | Exagon Engineering                    | Éric Hélary Vincent Radermecker Daniel Desbruères Catherine Desbruères | Ferrari 4.3 L V8              | M     | 31            |
| 41 Abd | GT1          | 3   | Selleslagh Racing Team                | Christophe Bouchut Xavier Maassen Maxime Soulet Christophe Pillon      | Chevrolet Corvette C6.R       | M     | 12            |
| 41 Abd | GT1          | 3   | Selleslagh Racing Team                | Christophe Bouchut Xavier Maassen Maxime Soulet Christophe Pillon      | Chevrolet LS7R 7.0 L V8       | M     | 12            |
| Np     | GT1          | 7   | Larbre Compétition                    | Vincent Vosse Gregory Franchi Pedro Lamy Steve Zacchia                 | Saleen S7-R                   | M     | –             |
| Np     | GT1          | 7   | Larbre Compétition                    | Vincent Vosse Gregory Franchi Pedro Lamy Steve Zacchia                 | Ford 7.0 L V8                 | M     | –             |